# 道楽のココロ
『道楽のココロ』（どうらくのココロ）は、2003年4月10日から2006年3月23日までテレビ新広島で放送されたローカルバラエティ番組。

## 概要
毎週木曜日 24:35 - 25:30に放送。再放送は毎週火曜日 25:05 - 26:00。
現在の放送内容「ひらめっ娘学園」の形態になったのは2004年4月8日放送分からで、2006年3月23日放送分までこの体制が続いた。それ以前には、番組マスコットの楽さんとひらめっ娘メンバーが掛け合いをしていた。→「道楽」縁側時代
スポンサーは2006年1月時点ではノンクレジットとなっていたが、提供クレジットがあった時代にはROUND1（萬光美代子、堀井希美、西澤由美子）と水道屋本舗アクア40（西澤由美子）がスポンサーに付いていた。括弧内は番組内CMの出演者。
隣県のテレビ山口でも2005年4月18日（TSSでの同年4月7日放送分）から11日遅れでネットされていたが、同年3月27日の放送を最後にいったん打ち切りになった。
後番組は『Local★STAR ひらめっ娘学園』（2006年4月14日開始）。

## 出演者

### 教師
リーゼント先生（大松しんじ）
- 地元広島ではお馴染みのローカルタレント（レギュラー番組5本（TV (3)、ラジオ (1)、CATV (1) を持つ）。趣味は食べること。
- ロックが好きなアメリカ帰りの担任の先生という設定。通称の通りにリーゼントのカツラを被ってサングラスをかけ、オレンジ色のジャージ（夏には上が赤のポロシャツ、下がオレンジジャージ）の上着には「リーゼント先生」という文字が入っている。
- 2005年3月まではパンチ先生という名で名乗っていたが、番組上ではお別れを告げ旅に出たということになっている。
- この他にも「街角FOMAっ娘」のコーナーではつるり博士だったり、過去の別のコーナーではわけげ教頭の姿もしていた。
- 2006年3月16日放送分のひらめっ娘学園卒業式終了後に殉職（番組上での演出）。

### ひらめっ娘（縁側時代）
- 清水志央梨
- 篠崎美穂
- 久保田知里
- 柳瀬真由子
- 藤井あかね
- 村上果穂
- 吉村弥生
- 野上由衣
- 永光恵子
- 早川百合子
- 高須賀恵子
- 沖下聡子
- 椿田亜衣
- 松浦昌代
- 萬光美代子
- 高良祐子

### ひらめっ娘（卒業者）

#### ひらめっ娘
みすず（吉長美鈴（よしなが みすず）／当時ブロッサム）
- 1984年5月26日生まれ、広島市出身、B型、156cm 46kg。
- 吉本興業（よしもと広島）所属で、ブロッサムではツッコミ役。広島市立舟入高等学校出身。

まんみつ（萬光美代子（まんみつ みよこ））
- 1985年12月28日生まれ、竹原市出身。
- 一発ギャグを多く持つ者の一人。レパートリーに「コマネチ」、「コマチネ」「ピンポン玉」。
- 女優を目指しており、この番組の企画で松竹芸能のオーディションを受けたことがある。→，，
- 『Local★STAR ひらめっ娘学園』のコーナーレギュラーにも2006年4月14日から6月23日まで出演していた。

ゆみこ（西澤由美子（にしざわ ゆみこ））
- 1983年6月26日生まれ、広島市出身、AB型、158cm。
- アクターズスクール広島第1期生。
- 元『カープっ娘TV』MC。
- 2006年10月からは『ひろしま満点ママ!!』（『man★tenウォッチャ!』）にも西澤ゆみこ名義で出演している。

キミ（堀井希美（ほりい きみ））
- 1981年3月4日生まれ、大分県杵築市出身、A型、160cm。
- 高校卒業後、単身で来広。
- 本業はダンスのインストラクター（アクターズスクール広島第1期生）。番組降板後、本業に専念。
- 2003年にリリースされた「壊れない愛がほしいの」（ハロー!プロジェクト7AIR (ZETIMA)）にPV出演している。
- mixiをやっている。

ゆうか（石田優佳（いしだ ゆうか））
- 募集されていた「ひらめっこ体験入学」（2005年10月13日放送分）への参加で初登場。
- 当時安田女子短期大学に通う現役短大生だった。
- ゆみこの骨折を機に出演が増え始め、レギュラー扱いにまで昇格した。
- この番組以前にも広島ホームテレビのローカル番組に出演したことがある。
- 雑誌でモデルを務めていたことがある。
- 2006年4月から『Local★STAR ひらめっ娘学園』のひらめっ娘メンバーに加入。

#### くじらっ娘
ブロッサムも姉弟ゲンカもともに番組終了直後の時期に解散している。
ハブ（土生智子（はぶ ともこ）／当時ブロッサム）
- 1984年10月2日生まれ、広島市出身、O型、158cm 60kg。
- 吉本興業（よしもと広島）所属でブロッサムではボケ役。みすずとは広島市立舟入高校の同級生。

あやや（梶原千穂（かじはら ちほ）／当時姉弟ゲンカ）
- 1982年4月27日生まれ、広島市出身、O型、152cm 77kg。
- 吉本興業所属（NSC広島校1期生）。
- ボケ役。
- 動けるデブのぶりっ子キャラがウリ。
- 『ひろしま満点ママ!!』レギュラー（2007年2月現在）。

弟（梶原剛（かじはら ごう）／当時姉弟ゲンカ）
- 1985年5月10日生まれ、広島市出身、B型、168.5cm 67kg。
- 吉本興業所属（NSC広島校1期生）。
- ツッコミ役。
- 基本は漫才だが、姉の千穂とデュエットでハモることもある。
- ひらめっ娘学園写真部としてロケ中に写真を撮る係という存在（撮った写真は番組のエンディング内で公開されていた）。
- 基本姿は学ランで、下には赤いふんどしを着用している。また、様々な変装をしてひらめっ娘を仕切っていた。

### その他
なみ
- 「ひらめっこ体験入学」（2005年10月13日放送分）でゆうかとともに初登場を果たしたが、その後は出演無し。

まやこ
- 20歳。
- カープファン。
- 「ひらめっ娘体験入学」（2006年1月12日放送分）で初登場。「エロカッコイイを目指せ!!なりきり倖田來未選手権」に挑戦するも優勝できず、5位に終わる。

かほ（村上果穂（むらかみ かほ））
- フリータレント。
- 2004年4月8日放送分のみに出演。

キャシー（檜垣佳織）

## コーナー

### コブクロの助けてっ!!えもん君
コブクロの黒田俊介と小渕健太郎がそれぞれクロえもん（黒田）とコブえもん（小渕）に扮し、出題されたお悩みを解決するためのひみつ道具を考案するコーナー。2004年1月22日放送分から同年9月23日放送分まで実施。

### 街角FOMAっ娘
つるり博士（大松しんじ）がFOMAのテレビ電話を使ってクイズをするコーナー（ただし、毎週ではなく不定期に放送）。特派員は毎回ひらめっ娘メンバーの1人が登場し、お題のジャンルに答えられそうな一般人を街角で探す。選ばれた解答者（一般人）はつるり博士が用意したA・B・Cの箱の中から選び、その引いた金額（3000円・5000円・10000円）に合わせた問題が出され、それに正解できたら賞金が贈呈され、不正解の場合は罰ゲームとして特派員の顔にパイをぶつけられる。

### 家賃当てコスプレルーレット
シティホームのマンションの家賃をひらめっ娘（全メンバーというわけではない）のメンバーが当てるコーナー（不定期放送）。ここでの大松はコスケン先生（「マツケンサンバII」の衣装の格好）と称してMCが行われていた。一番正解が近いもしくはピッタリの方には賞金、正解から遠い人は罰ゲームとしてコスプレルーレットのくじ（3つのもみじ饅頭の中から超過激・マニア・お笑いのどれかが入っている）を引いてコスプレをしなければならない。コスプレ後はコスケン先生の愛馬・暴れん坊カメラ（CCDカメラ）がコスプレ対象者の胸の谷間を映してコスケン先生が楽しむ。そして最後には「そんなに○○する時間があったら家賃の勉強をしなさい」とコスプレ者に言って締めるのがパターン。

## 番組の歴史
- オープニングでメンバーが登場する時はメンバー全員が「1,2 アッハン 1,2 ウッフン…」と走っていき、リーゼント先生（大松）が「ぜんたーい 止まれ!」メンバー全員「Oh、イエーイ!」の合図で止まり、リーゼント先生がその週の課題を出し、ロケに向かうのが基本。
- ゴールドチクビンというシールを5枚集めると海外旅行を獲得できるというシステムがあったが、途中で自然消滅した。
- 2005年2月18日、「ひらめっ娘ライブ」がアステールプラザ中ホールで行われた。その時、300人以上を集客できないとライブそのものが中止になるという条件をかけており、同中ホールの映像でパンチ先生（現在の[いつ?]リーゼント先生）が結果を見せる。しかし、半分強程度（175人）しかなく、道楽メンバー全員涙。これでは申し訳ないため、メンバーの強い要望でお詫びの挨拶をしてステージに立ち、幕が開く。すると瞬間400人以上の観客が大拍手で迎えるという相当凝ったドッキリであった。
- 2005年5月12日放送分では「第1回ひらめっ娘学園釣り選手権」と題して、ぶりっ娘チーム（みすず・ゆみこ・あやや・キャシー）と肉体派チーム（まんみつ・キミ・ハブ・弟）に分かれて釣り対決が行われた。結果は肉体派チームの勝利。
- 2005年10月13日放送分ではゆうかとなみが学園の体験入学として初登場（同年7月頃から募集していた「ひらめっ娘学園体験入学」の募集から）。
- ゆみこが左足骨折のため、2005年11月7日放送分から番組を一時降板。そのため、当面は前項で述べたゆうかを代役に立てて時々出演していた。その後、ゆみこは2006年1月19日放送分で松葉杖でひらめっ娘メンバーの前に現れ、徐々に番組に復帰した。
- ひらめっ娘メンバー（2004年 - 2005年）は2006年3月16日放送分をもって番組を卒業。卒業後（2006年4月以降から）の活動は、ブロッサムのみすずとハブは東京進出（後に解散、ハブのみ上京）、ゆみこは陶芸や英語の習い事を趣味として極めていく、まんみつは実家の竹原市に戻る（女優の夢は諦めてはいないとのことだったが、後番組の『Local★STAR ひらめっ娘学園』で続投することになった）、キミはアクターズスクール広島のダンス講師の指導を引き続き行う、姉弟ゲンカのあややは未定、弟は洋服屋の店員（注.2人は表向きでは本編内でそう話していたが、テレビでは言いづらい事情があるためか濁していた）となっている。
- 2006年3月16日放送分ではひらめっ娘学園卒業式、同年3月23日放送分では八剣伝（出汐店）での総集編SPを放送した。そして番組は木曜深夜から金曜深夜へ移動し、『Local★STAR ひらめっ娘学園』と題してリニューアル。新生ひらめっ娘学園のメンバーが始動した。

## 補足
- ひらめっ娘メンバーは、体操服の下には必ず水着を着用していた。これは番組のコンセプト上脱いだりコスプレをしたりなどが多いからであることと、ひらめっ娘新入部員募集時の欄には「水着出演可能な方」と書かれてある。
- アシスタントとして、あかぼし☆こぼしの赤星亨と小法師秀暁が不定期出演していた。
- ナレーションはTSSアナウンサーの金田祐幸が行っていた（本人出演の時も有り）。金田の夏期休暇時（2005年8月4日・8月11日放送分）には同局アナウンサーの棚田徹が代役を務めた。
- ゆみことキミは映画『海猿』にエキストラで出演したことがある。
- ハブの事を愛している（という触れ込み・設定?）の石神憲（サンヨウアクターズスクール）が不定期出演したことがあり、ハブにその都度毎回技をかけられるという返り討ちにあっている（ハブが石神のことを好きでないため）。
- クリスマス時（2004年12月23日放送分）に生放送をしたことがあり、その時には川上たけし（催眠術師）、小笠原まさや（吉本興業）、HANZO（レッスルゲイト - ウェイバックマシン（2001年12月29日アーカイブ分））が生出演した。

## スタッフ
- 演出：南典秀
- ナレーション：金田祐幸（TSS）
- CAM：渡辺椋介
- 録音：石井浩孝
- 録音・MIX：増田秀司
- 取材協力：（毎週異なる）
- EED：須山葉子 or 柳谷基司
- MIX：石井浩孝 or 講崎友蔵
- グラフィック：小椋伸太郎
- AD：中村和恵（大蔵笑）
- ディレクター：中山賢二（大蔵笑）、槙原靖
- 広報：永岡弘恵
- プロデューサー：横井利行
- 制作協力：TSSプロダクション
- 制作著作：テレビ新広島